# Sygnały (miesięcznik)

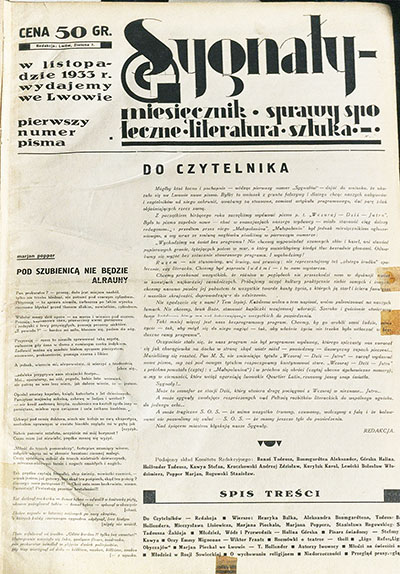
Pierwszy numer „Sygnałów”, listopad 1933

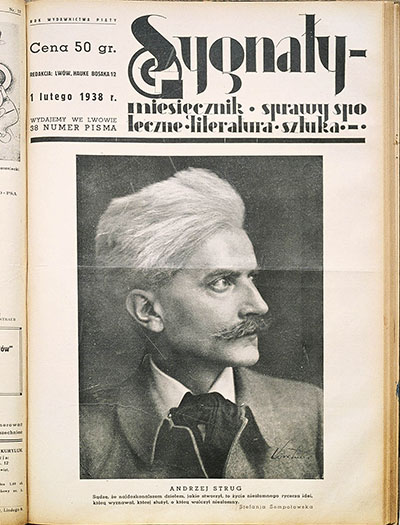
„Sygnały” z lutego 1938, numer poświęcony Andrzejowi Strugowi

Sygnały – polskie niezależne lewicowe pismo społeczno-kulturalne publikowane we Lwowie w latach 1933–1939. Tytuł pisma nawiązywał do wywrotowego dramatu Ewy Szelburg-Zarembiny (która również publikowała w „Sygnałach”), opublikowanego w 1933, będącego ostrą krytyką systemu kapitalistycznego.

## Redakcja
Redaktorem naczelnym był Karol Kuryluk. Do komitetu redakcyjnego należeli: Tadeusz Banaś, Aleksander Baumgardten, Stanisława Blumenfeld, Halina Górska, Tadeusz Hollender, Anna Kowalska, Stefan Kawyn, Andrzej Kruczkowski, Bolesław Lewicki, Marian Promiński i Stanisław Rogowski.

## Program
W pierwszym numerze redakcja deklarowała: Wchodzimy na świat bez programu! Nie chcemy wypowiadać szumnych słów i haseł ani stawiać papierowych granic, tężejących potem w mur, o który musielibyśmy kiedyś tłuc bezradnie głowami. ... Razem nie stanowimy ani lewicy, ani prawicy. Nie reprezentujemy też złotego środka społecznie czy literacko. Chcemy być po prostu ludźmi i to nam wystarcza.

## Autorzy
„Sygnały” stworzyły łamy dla literackiej młodzieży Lwowa i okolic (Erwin Axer, Stanisław Jerzy Lec, Czesław Miłosz, Debora Vogel, Mirosław Żuławski), Kuryluk szybko pozyskał wybitne pióra z całego kraju (Maria Dąbrowska, Bruno Schulz, Leopold Staff, Andrzej Strug, Julian Tuwim, Józef Wittlin) i zagranicy (Henri Barbusse, André Malraux, Carl von Ossietzky, Bertrand Russell, Upton Sinclair, Paul Valéry). „Sygnały” zamieszczały korespondencje z Paryża, Londynu i Berlina; recenzowały książki, wystawy, spektakle teatralne i koncerty; reprodukowały prace artystów polskich: Jan Cybis, Xawery Dunikowski, Henryk Gotlib, Bronisław Wojciech Linke, Maria Jarema, Bruno Schulz, Zygmunt Waliszewski, a sporadycznie także obcych: Mychajło Rudnycki; promowały awangardowych fotografów i fotomontażystów (Otto Hahn, Jerzy Janisch, Margit Sielska-Reich, Mieczysław Szczuka); popularyzowały nowoczesną sztukę europejską (Alexander Archipenko, Gauguin, van Gogh, Max Ernst). Z „Sygnałami” współpracowali utalentowani rysownicy (Karol Baraniecki, Fryderyk Kleinman, Eryk Lipiński, Franciszek Parecki), znani ze swoich ciętych karykatur (w tym Hitlera, Mussoliniego, Franco). Numery specjalne poświęcono miejscowej kulturze lwowskiej, a także ukraińskiej, żydowskiej, białoruskiej.

## Historia
W latach 1933–1938 pismo wychodziło (z przerwą w 1935, kiedy nie ukazywało się) jako miesięcznik, następnie od numeru 39 w 1938 jako dwutygodnik. W 1938 bojówka ONR zaatakowała redakcję „Sygnałów” i Kuryluk cudem uniknął ciosu łomem w głowę. Im bliżej II wojny światowej, tym bardziej pogarszała się sytuacja finansowa pisma, które utrzymywało się ze sprzedaży, reklamy i okazjonalnych datków. Zaostrzała się też cenzura i wzmagały szykany (rewizje redakcji, konfiskaty nakładu, zawieszenie pisma). Jednak Kuryluk wydawał „Sygnały”, na końcu już niemal w pojedynkę, do końca sierpnia 1939. Po wybuchu wojny zadeponował archiwum „Sygnałów” w bibliotece Ossolineum (dziś Stefanyka). Po zakończeniu wojny i wygnaniu Polaków ze Lwowa archiwum „Sygnałów” wraz z innymi bezcennymi egzemplarzami materialnymi kultury polskiej nie zostało zwrócone prawowitym właścicielom i do dziś pozostaje poza współczesnymi granicami kraju. 
Na fali październikowej odwilży w 1956 grupa młodych wrocławskich dziennikarzy założyła krótkotrwałe „Sygnały II”.

## Ilustracje z Sygnałów

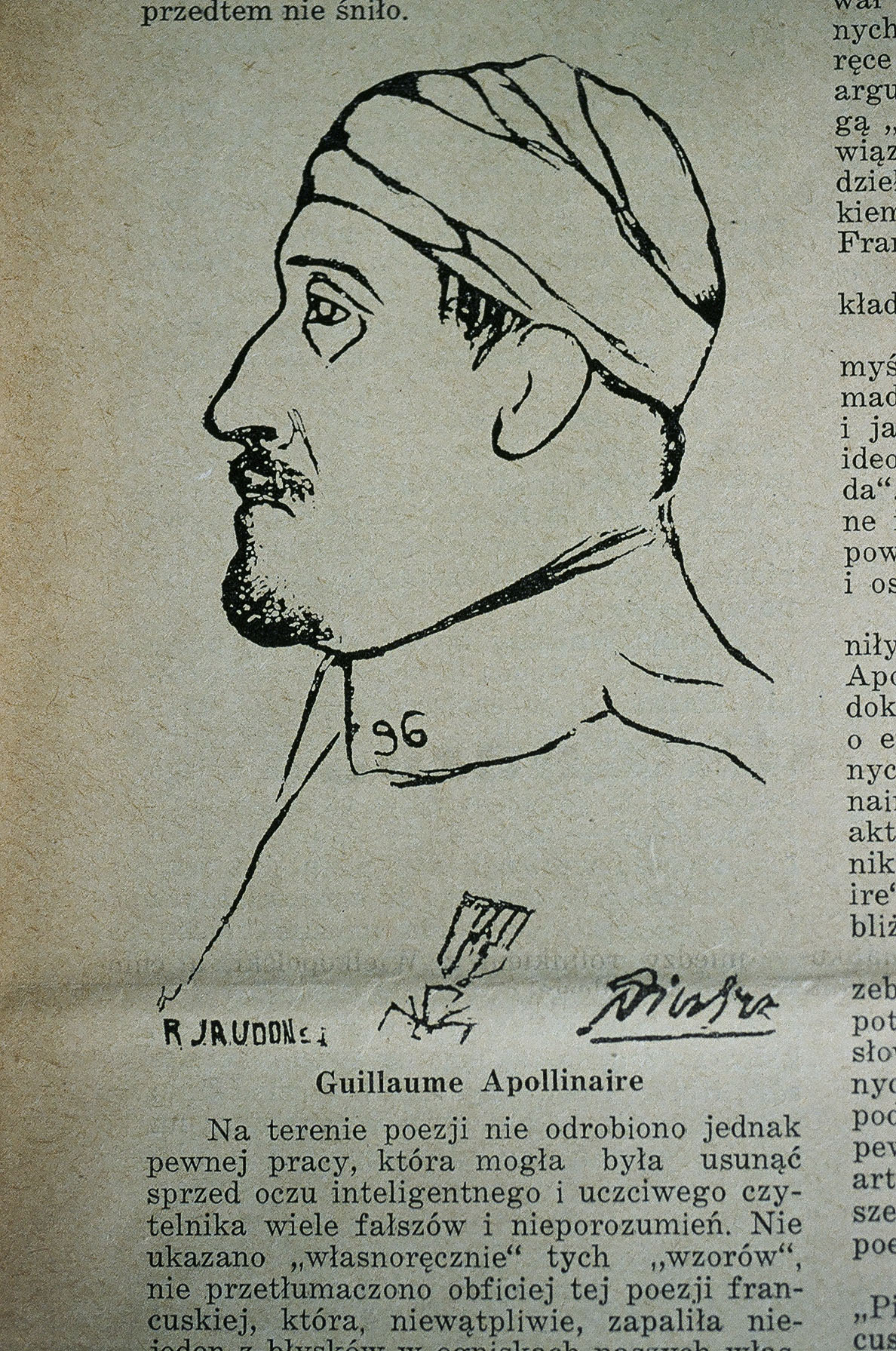
Rysunek Guillaume’a Apollinaire’a, Sygnały (1933–1939).
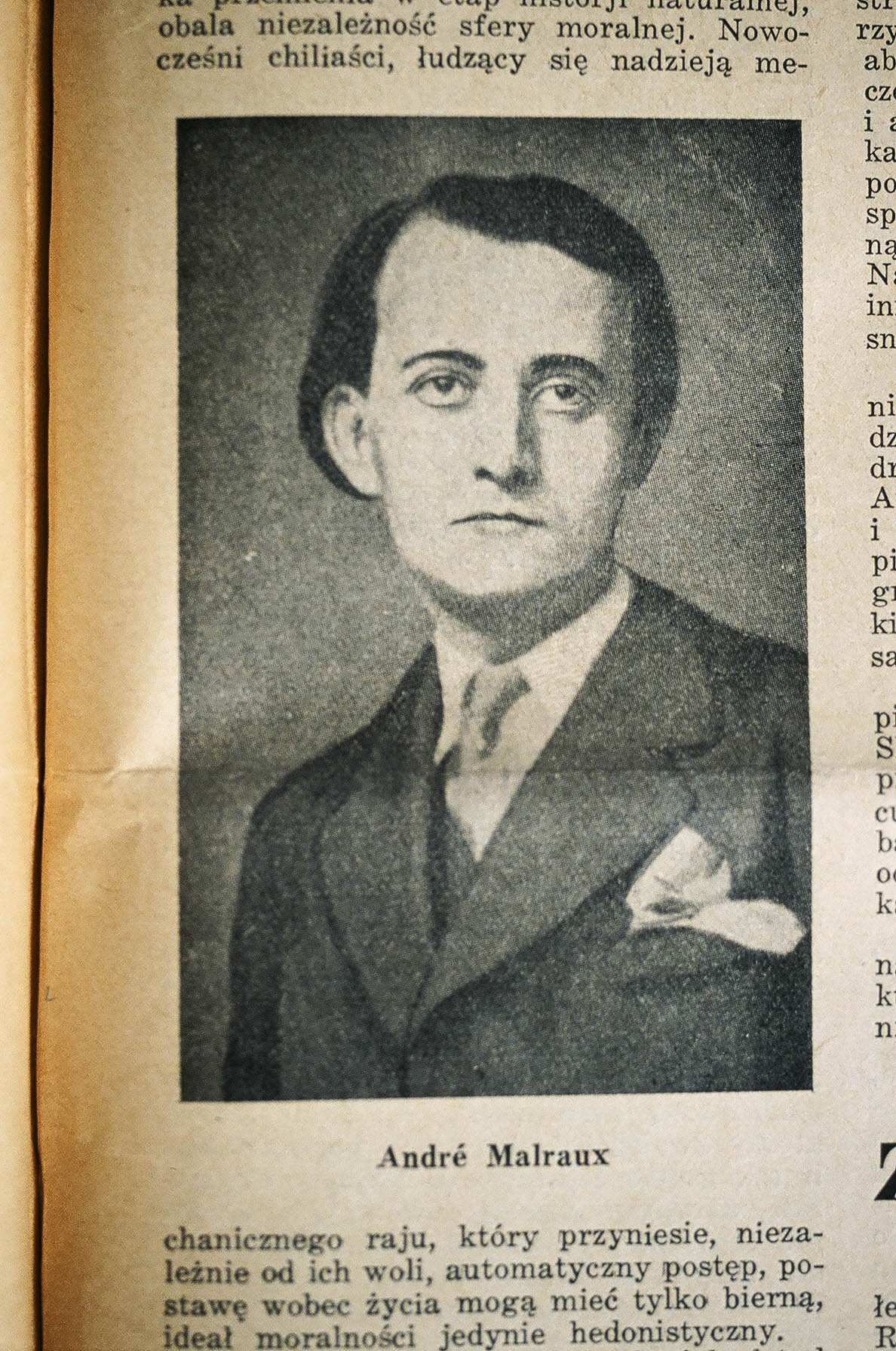
Fotografia André Malraux, Sygnały (1933–1939).
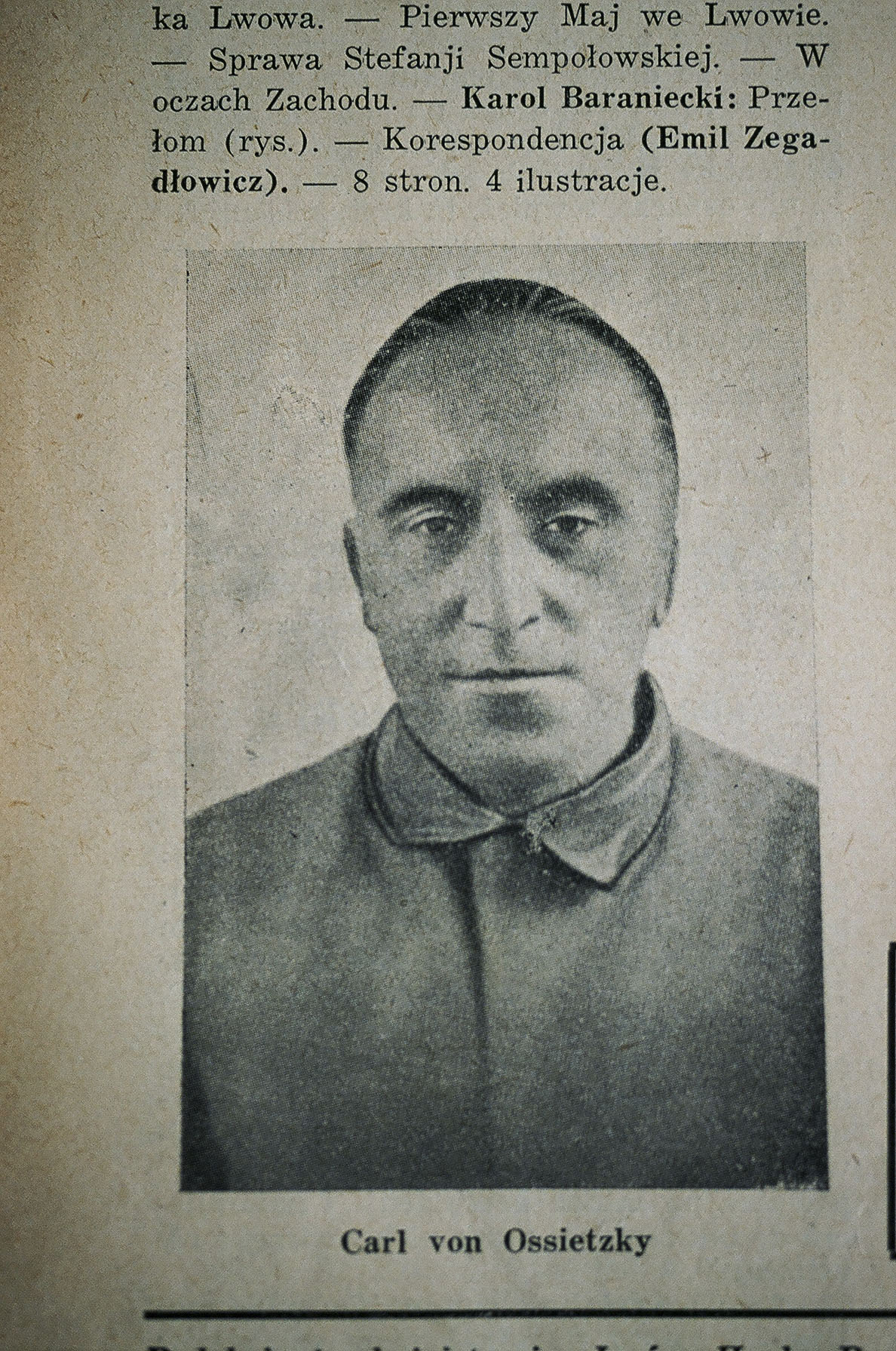
Fotografia laureata Pokojowej Nagrody Nobla Carl’a von Ossietzky, Sygnały, 1936.
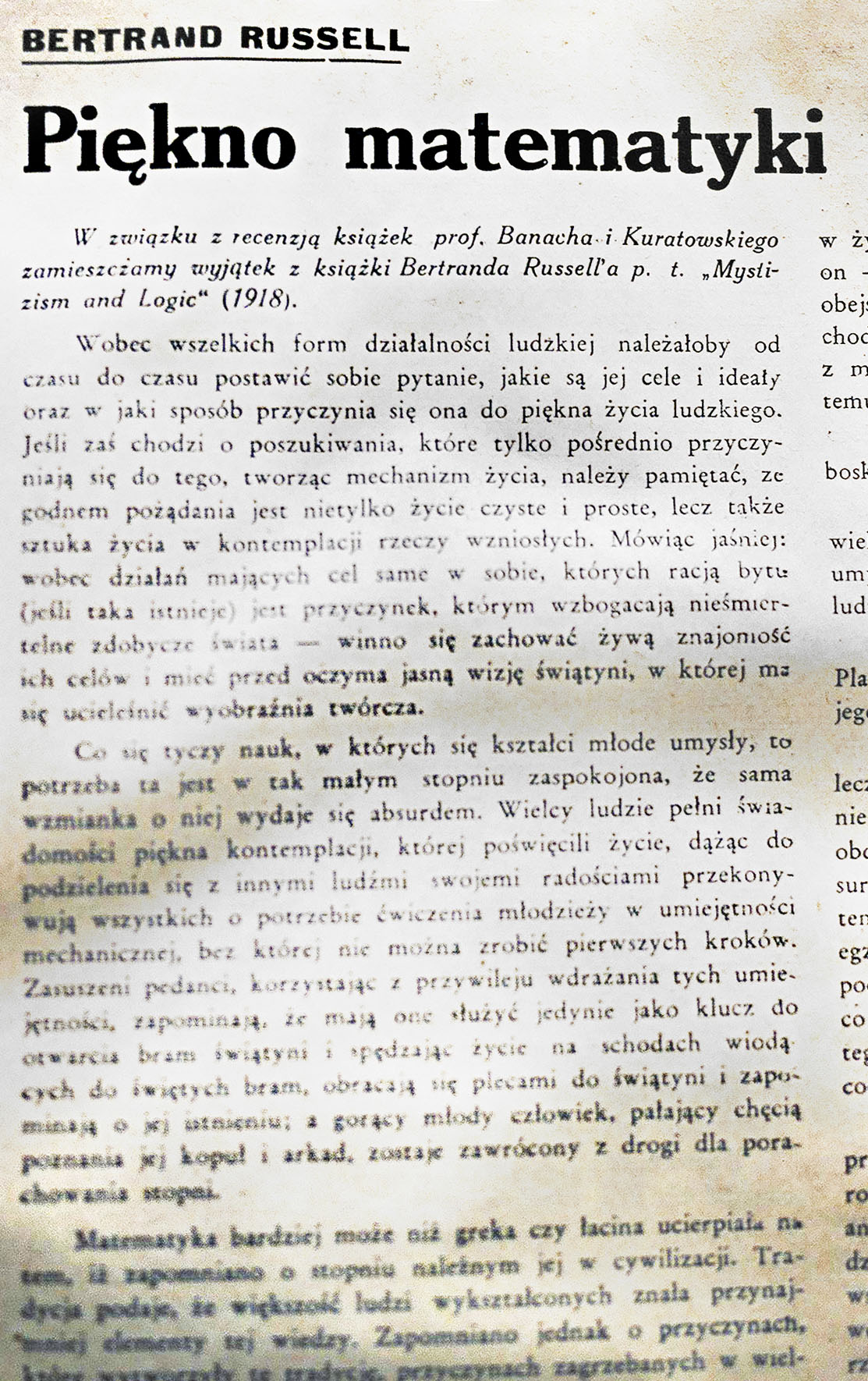
Bertrand Russell, Piękno matematyki, Sygnały (1933–1939).
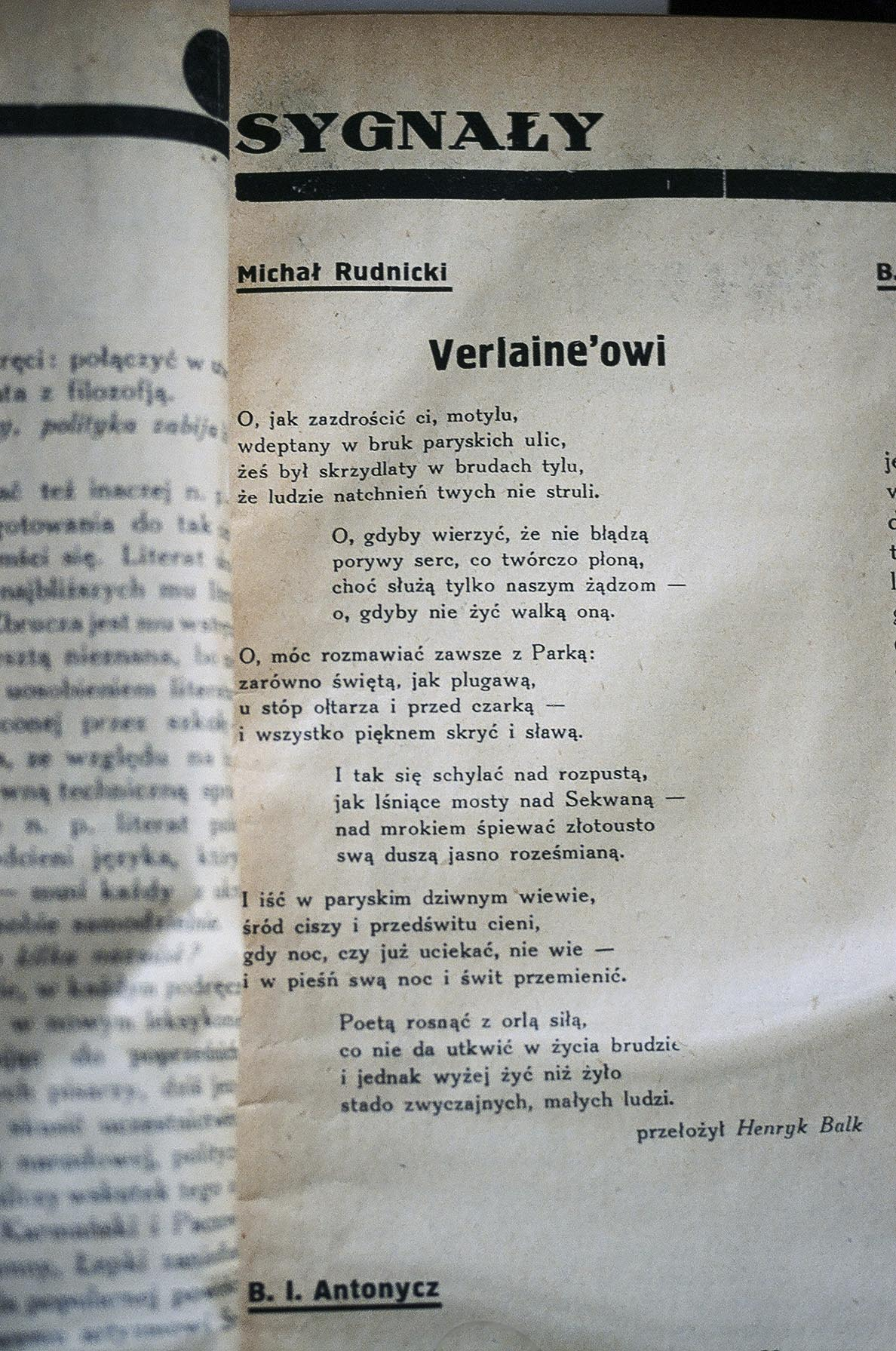
Wiersz Verlaine’owi ukrainińskiego poety Michała Rudnickiego, specialny numer ukrainiański, Sygnały, IV-V, 1934.
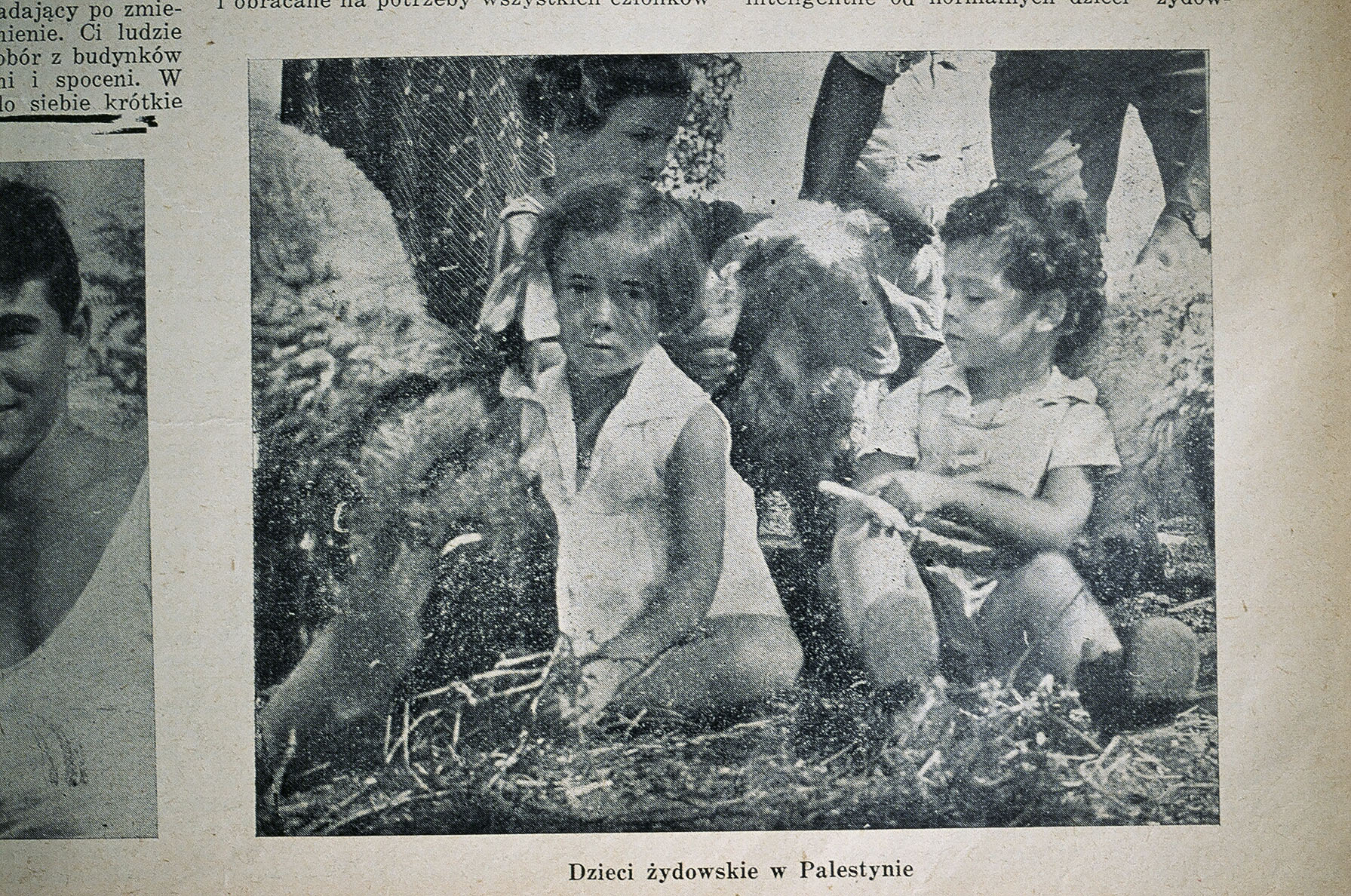
Fotografia żydowskich dzieci w Palestynie, Sygnały (1933–1939).
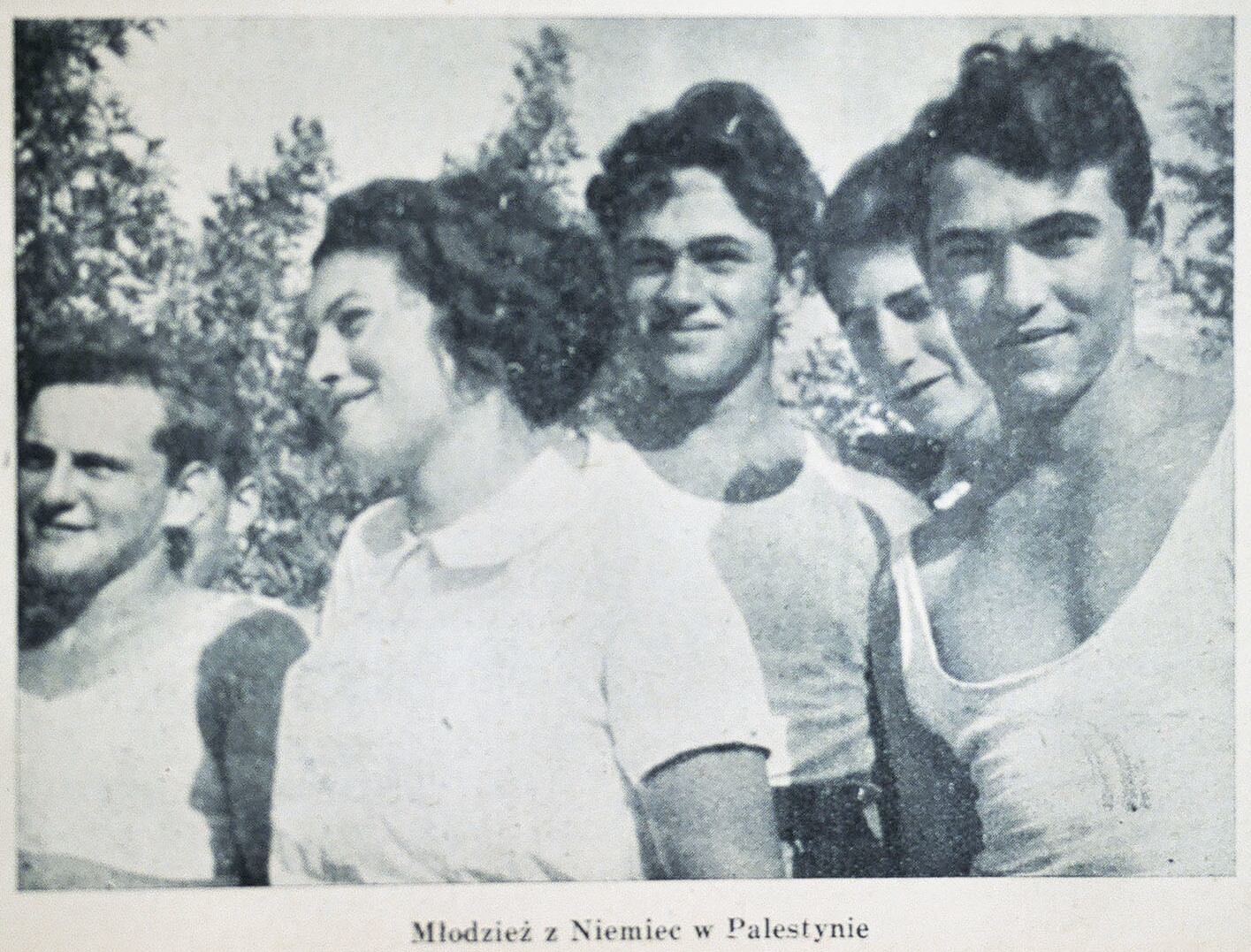
Fotografia młodzieży w Palestynie, Sygnały (1933–1939).
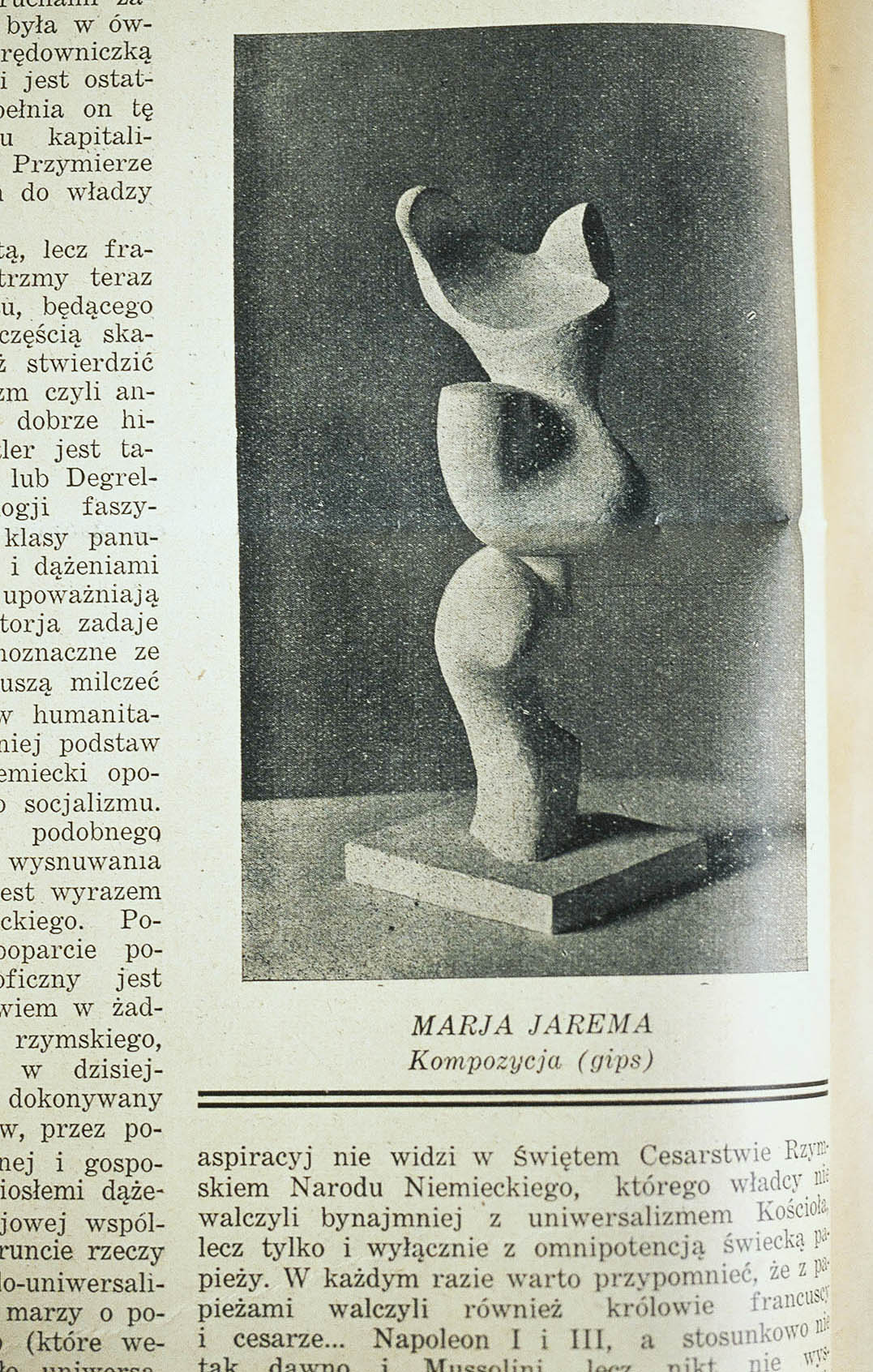
Maria Jarema, Kompozycja, Sygnały (1933–1939).
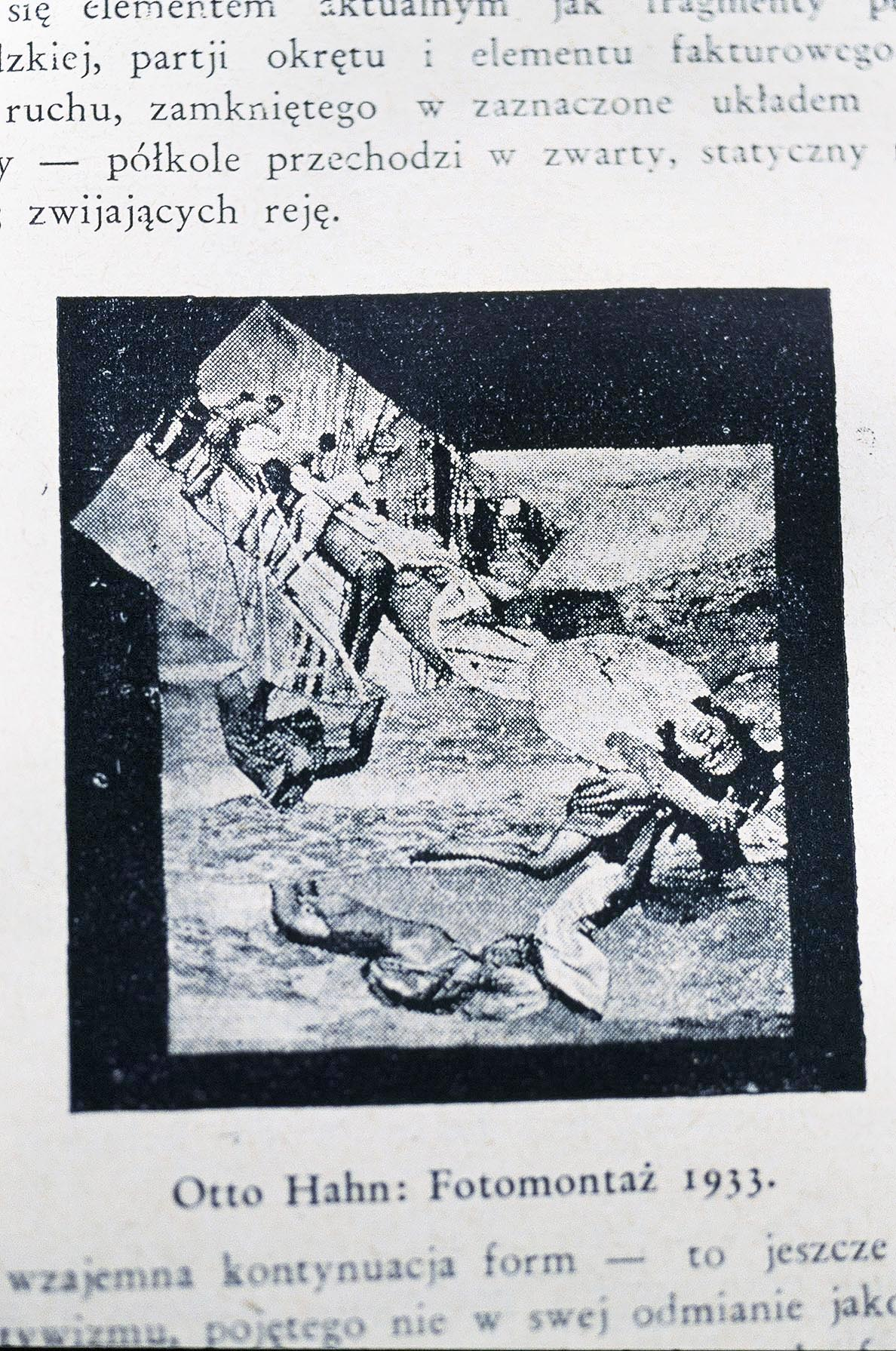
Otto Hahn, Fotomontaż (1933), w: Debora Vogel, “Genealogia fotomontażu”, Sygnały, XII, 1934.
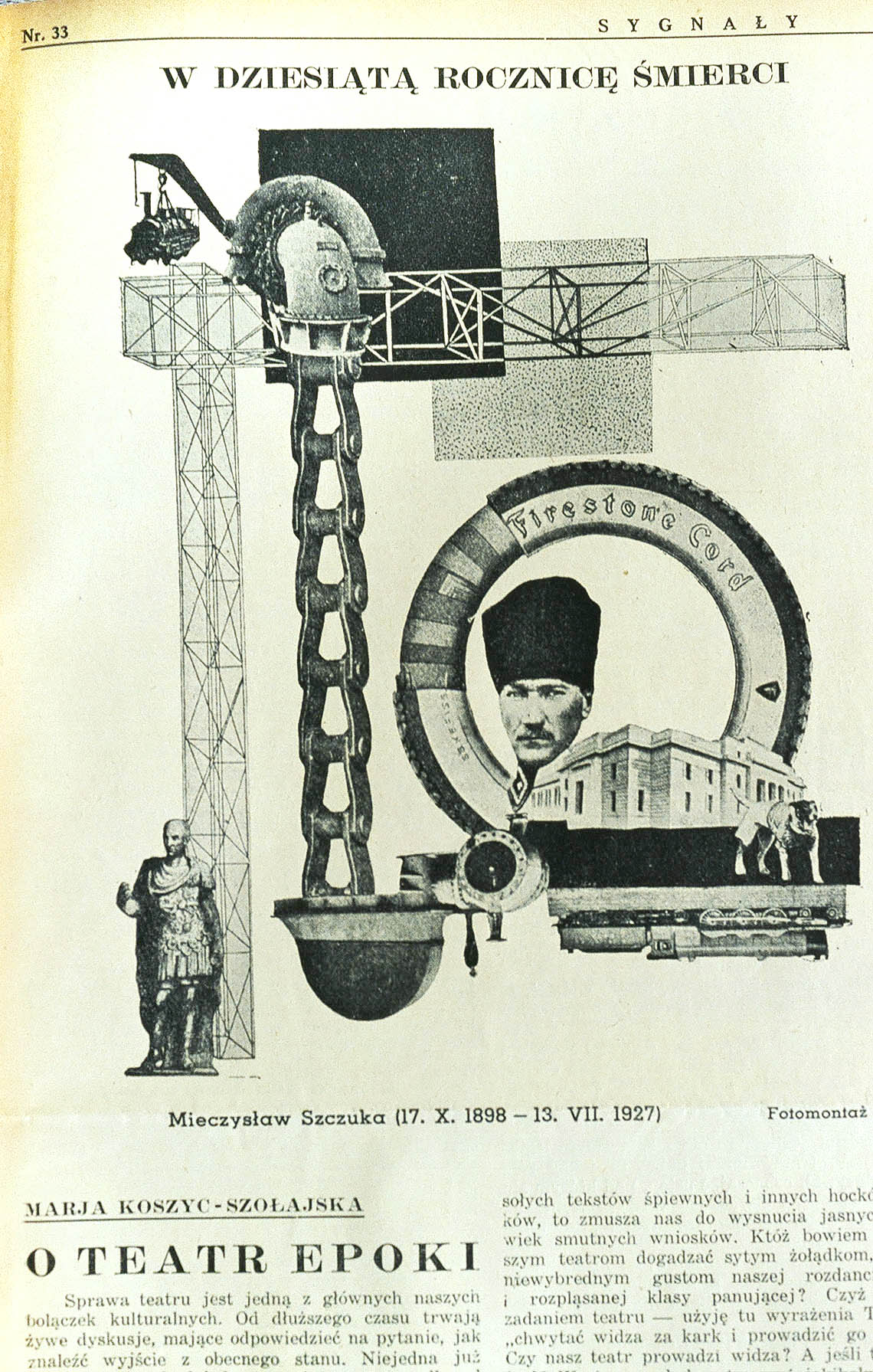
Mieczysław Szczuka, Fotomontaż, w 10. rocznicę śmierci artysty, Sygnały, 1937.
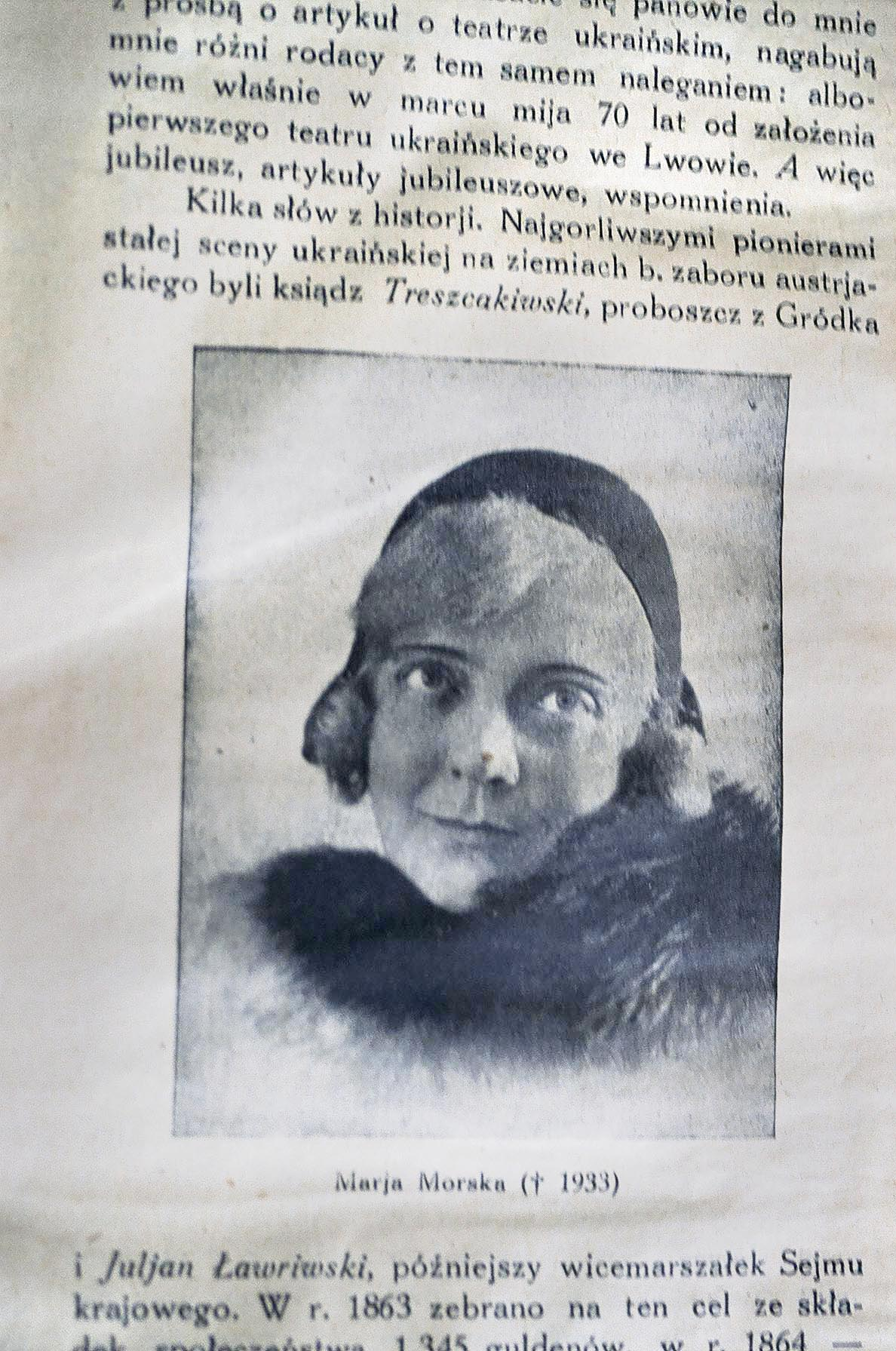
Fotografia ukraińskiej akorki Marii Morskiej (zm. 1933), specjalny dodatek ukraiński do numeru Sygnałów, IV-V, 1934.
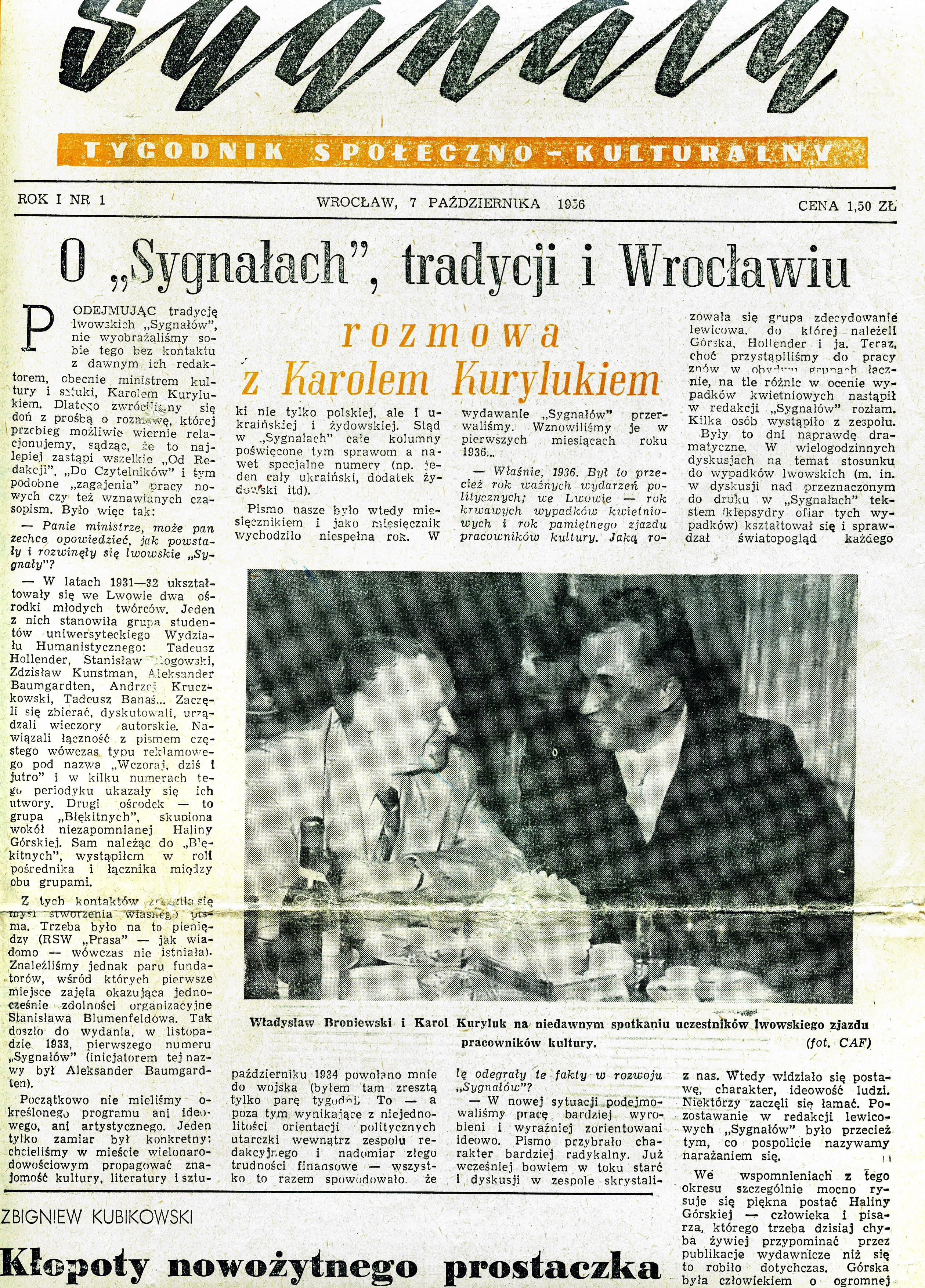
Władysław Broniewski i Karol Kuryluk, Sygnały, II, 1956.